# Penzing (Babensham)
Penzing ist ein Gemeindeteil der Gemeinde Babensham im oberbayerischen Landkreis Rosenheim. Penzing hat circa 400 Einwohner und ist damit die größte Ortschaft in der Gemeinde Babensham mit ihren 78 Ortsteilen.

## Geografie

### Lage
Penzing liegt zwei Kilometer südwestlich von Babensham und einen Kilometer nordöstlich von Wasserburg am Inn, an der Staatsstraße 2092 von Wasserburg nach Mühldorf am Inn direkt am östlich gelegenen Penzinger See.

### Gemeindeteile
Die Altgemeinde Penzing und heutige Gemarkung Penzing umfasst die Gemeindeteile Bärnham, Bergham, Blaufeld, Neudeck, Odelsham, Puttenham, Riepertsham, Straßloh, Stürzlham, Thalham, Troitsham und Würmertsham.

## Geschichte
Im Jahre 1255 wurde Penzing das erste Mal urkundlich erwähnt. Es ist von einem Dominikus Conradus de Penzingen die Rede. Vom 15. bis zum 18. Jahrhundert erscheinen See und Sedlhof Penzing als herzogliches Lehen, erstmals unter Kaspar Kyenberger. Ende des 15. Jahrhunderts ist der Besitz in Händen der Familie Fröschl. Ab 1639 waren die Grafen von Lodron die Inhaber des Edelsitzes. 1747 wurden sie von den Grafen von Arco abgelöst. Graf Philipp von Arco besaß die Hofmark Penzing bis 1781. Dann kaufte der Bürgermeister Franz Xaver Mooshammer von Burghausen den Sitz Penzing.
Ab dem Gemeindeedikt von 1818 bildete Penzing eine eigenständige Gemeinde. Unter Franz Xaver von Moshamm, dem damaligen Besitzer des Schlosses, wurde in Penzing ein Patrimonialgericht II. Klasse eingerichtet. Am 23. Oktober 1828 wurde der ritterlehenbare See und Sedlhof Penzing mit der Gerichtsbarkeit vom königlichen Landgericht Wasserburg eingezogen. Infolge der Gebietsreform wurde Penzing am 1. Juli 1970 in die Gemeinde Babensham eingegliedert. Das Gebiet der damaligen Gemeinde Penzing bildet nun die Gemarkung Penzing.

## Vereine
Penzing hat eine eigene Freiwillige Feuerwehr. Sie ist für das Gebiet der Gemarkung Penzing zuständig. Weiterhin hat Penzing einen Schützenverein, der seit 1906 besteht.

## Persönlichkeiten
- Franz Xaver von Moshamm (1756–1826), Kameralist und Hochschullehrer, Gutsbesitzer in Penzing
- Martin Näbauer (1879–1950), Geodät und Hochschullehrer an der TH München, geboren im Ort